# SparkNotes
SparkNotes, est à l'origine une partie du site internet The Spark, une société créée par des étudiants de l'Université Harvard, Sam Yagan (en), Max Krohn, Chris Coyne et Eli Bolotin en 1999 qui fournissait des ouvrages de préparation pour étudiants les domaines de la littérature, la poésie, l'histoire, les films et philosophie. Par la suite, SparkNotes étend ses activités à d'autres sujets comme la biologie, la chimie, les sciences économiques, la santé, les mathématiques, la physique et la sociologie. SparkNotes ne fait pas payer l'utilisateur et perçoit des revenus de la publicité.
Barnes & Noble achète SparkNotes.com en 2001 pour environ 3.5 millions de dollars.

## Histoire
TheSpark.com est un site internet littéraire créé par quatre étudiants de l'Université Harvard le 7 janvier 1999. La plupart des utilisateurs sont des élèves de lycée ou des étudiants. Pour augmenter la popularité du site, six guides de littérature sont publiés sous le nom de SparkNotes le 7 avril 1999,,.
En 2000, les fondateurs vendent le site à  iTurf Inc. L'année suivante, Barnes & Noble a acheté SparkNotes et sélectionné cinquante guides d'étude de la littérature à publier. Lorsque Barnes & Noble a commencé à commercialiser SparkNotes, ils ont cessé de vendre leur principal concurrent, CliffsNotes (en).
En janvier 2003, SparkNotes lance un service d'entrainement à l'examen appelé SparkNotes Test Prep. Ce projet est suivi par la publication de SparkCharts, un feuillet de références qui résume un sujet ; de No Fear Shakespeare, une transcription des pièces de Shakespeare en langage moderne et de No Fear Literature des transcriptions de classiques littéraires comme Les Aventures de Huckleberry Finn et La Lettre écarlate en langage moderne.

## Controverse
SparkNotes est considéré par beaucoup d'enseignants comme un outil de tricherie car il fournit des chapitres résumés pour la littérature. Ces enseignants avancent que les étudiants peuvent utiliser SparkNotes en remplacement d'une lecture complète de l'œuvre,, ou pour tricher avec des téléphones portables par internet pendant un examen.
SparkNotes dit qu'il ne promeut pas la tricherie dans les études ni le plagiat. Par exemple, il conseille aux étudiants de lire le texte original et de comparer leur propre interprétation avec l'analyse de SparkNotes,,,.